# PAW Patrol
PAW Patrol  là một loạt phim truyền hình dành cho trẻ em của Canada được tạo ra bởi Keith Chapman. Nó được sản xuất bởi Spin Master Entertainment, với hoạt hình được cung cấp bởi Guru Studio. Ở Canada, bộ phim chủ yếu được phát sóng trên TVOKids, nơi đã chạy các bản xem trước của chương trình lần đầu tiên vào tháng 8 năm 2013. Bộ phim được công chiếu lần đầu trên Nickelodeon ở Hoa Kỳ vào ngày 12 tháng 8 năm 2013.

## Ảnh hưởng
Phim được chiếu trên các kênh SAM - BTV11, ANT - BPTV3 và An Viên - BTV9 với tựa đề Ryder và 6 chú chó thông minh, trên You TV với tựa đề Biệt đội thú cưng.